# Livre des merveilles du monde

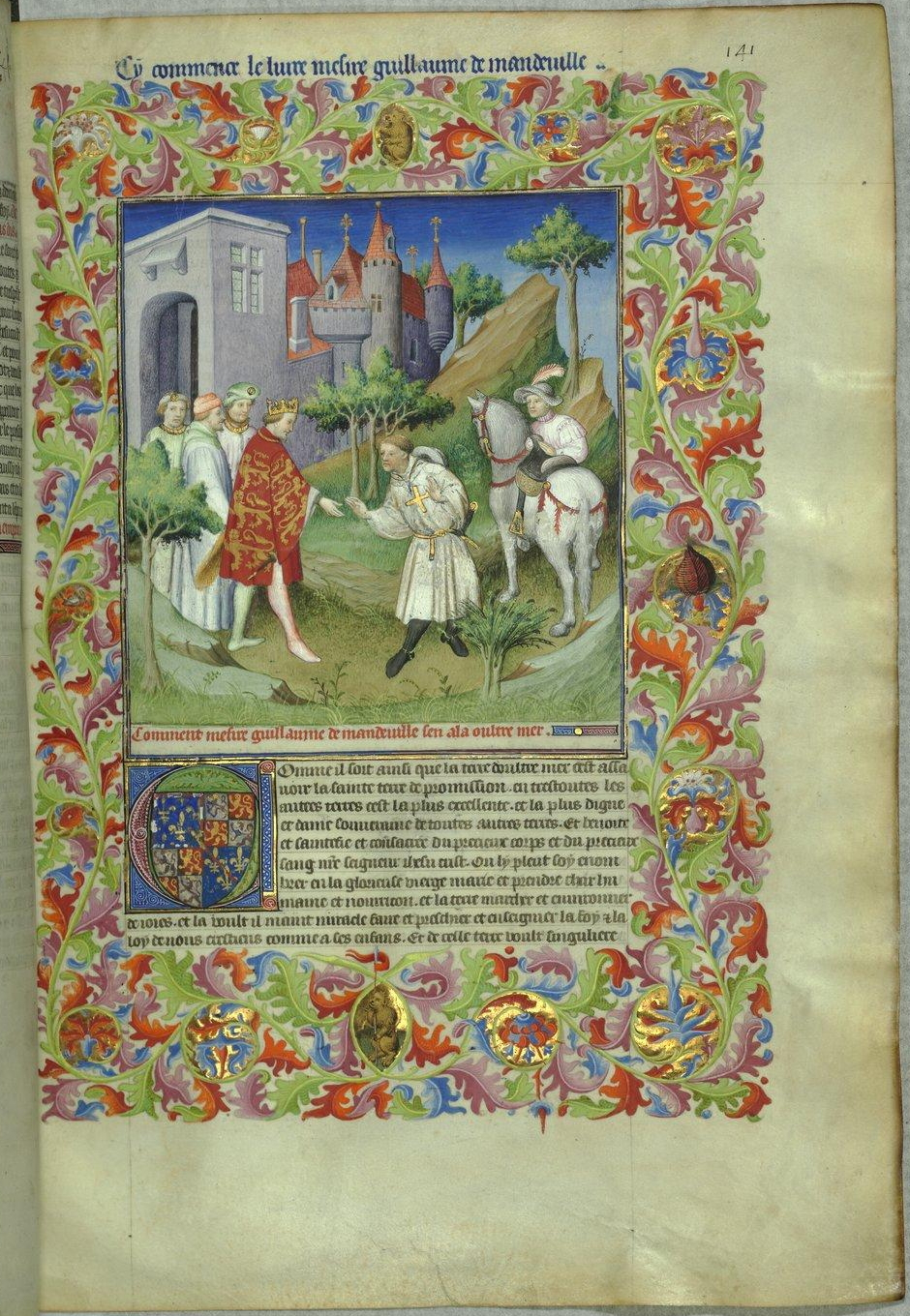
Miniatur aus Livre des merveilles du monde, ca. 1410–12

Livre des merveilles du monde (BnF Fr2810) ist eine illuminierte Handschrift und ein Hauptwerk der Buchmalerei, die um 1410–1412 in Frankreich angefertigt wurde. Es handelt sich um eine Sammlung mehrerer Texte über wirtschaftliche, religiöse und diplomatische Kontakte zwischen Europa und Asien. Zu den Autoren dieser Texte gehören Marco Polo, Odorich von Portenau, Wilhelm von Boldensele, Usbek Khan, Benedikt XII., Jean de Mandeville, Hethum von Korykos, Ricoldo da Monte di Croce und andere. Das Manuskript enthält 297 Folios und 265 Miniaturen aus dem Werkstattumkreis des Boucicaut-Meisters, darunter der Mazarin-Meister und der Bedford-Meister. Gegenwärtig wird es in der Bibliothèque nationale de France aufbewahrt.

## Geschichte
Das Manuskript entstand in Frankreich um 1410–1412. Es enthält 297 Folios und 265 Miniaturen, die von mehreren Pariser Werkstätten hergestellt wurden, vermutlich die des Mazarin-Meisters, Boucicaut-Meisters und Bedford-Meisters.
Der erste Eigentümer der Handschrift war Johann Ohnefurcht, was durch sein Wappen, seine Randbemerkungen und andere identifizierende Symbole, die im gesamten Text auftauchen, belegt wird.
Später, 1413, schenkte Johann Ohnefurcht das Manuskript seinem Onkel Jean Duc du Berry, dessen Wappen auf den Folios 1, 97, 136v, 226 und 268 erscheint. Inventare aus den Jahren 1413 und 1416 aus der persönlichen Bibliothek des Herzogs von Berry bestätigen, dass das Manuskript bis zu seinem Tod in seinem Besitz blieb.
Nach dem Tod des Herzogs von Berry ging das Manuskript durch die Heirat seiner Tochter Bonne de Berry mit Bernard VII, Graf von Armagnac an die Familie Armagnac über. Das Armagnac-Wappen ziert die Folios 1, 116, 136v, 141, 226 und 228.
Schließlich besaß Jacques d'Armagnac, der Enkel des Herzogs von Berry, das Manuskript, was durch Randbemerkungen auf Folio 299v belegt ist. 1476 wurde Jacques vom Schwiegersohn des Königs Ludwig XI. verhaftet, was die Auflösung der Armagnac-Bibliothek und das Verschwinden des Manuskripts für eine gewisse Zeit zur Folge hatte.
Der nächste nachgewiesene Besitz des Manuskripts stammt aus einem Inventar der Bibliothek von Charles de Valois, Herzog von Angoulême, in dem ein ähnlich betitelter Besitz erwähnt wird. Das Manuskript wurde somit möglicherweise Teil der persönlichen Bibliothek von König Franz I. von Frankreich, dem Sohn Karls. Spätere Inventare im sechzehnten Jahrhundert bestätigen die Überführung des Manuskripts in die Librairie royale de Fontainebleau.
1622 führte Nicolas Rigault eine Inventarisierung der königlichen Bibliothek durch, wobei das Manuskript noch immer dort verzeichnet ist. Nachfolgende Inventare in den Jahren 1645 und 1682 bestätigen den fortdauernden Besitz der Bibliothek.
Die Handschrift befindet sich aktuell in der Bibliothèque nationale de France.

## Inhalt

### Texte
Der Band beinhaltet folgende Texte:
- Marco Polos Die Reisen des Marco Polo (Devisement du monde, Beschreibung der Welt, Il Milione) skizziert die Reisen des Forschers durch das Mongolenreich entlang der Seidenstraße und enthält Erfahrungen  mit verschiedenen Kulturen aus erster Hand.
- Das Itinerarium de mirabilibus orientalium Tartarorum von Odorich von Portenau
- Liber de quibusdam ultramarinis partibus et praecipue de Terra sancta von Wilhelm von Boldensele
  - Korrespondenz zwischen Papst Benedikt XII. und Usbek Khan
  - Korrespondenz zwischen Benedikt XII. und Christen in Peking
- einen Überblick über die Regierung der Yuan-Dynastie
- Voyages von Jean de Mandeville, ein möglicherweise gefälschter Bericht über zusätzliche Reisen.
- Fleur des estoires de la terre d'Orient des Hethum von Korykos, ein Bericht über die Geschichte des Orients.
- das Liber peregrinationis (Buch des Pilgerfahrt) von Ricoldo da Monte di Croce

Bei den meisten Texten handelt es sich um französische Übersetzungen früherer Texte. Als Hauptübersetzer fungierte Jean de Long. Frühere Ausgaben von Marco Polos Beschreibung der Welt datieren bereits auf 1298. Jean de Mandevilles Text datiert bereits auf ca. 1356–57. Die Texte beschreiben eine Vielzahl von interkulturellen Interaktionen in der mittelalterlichen Welt.

### Buchmalerei

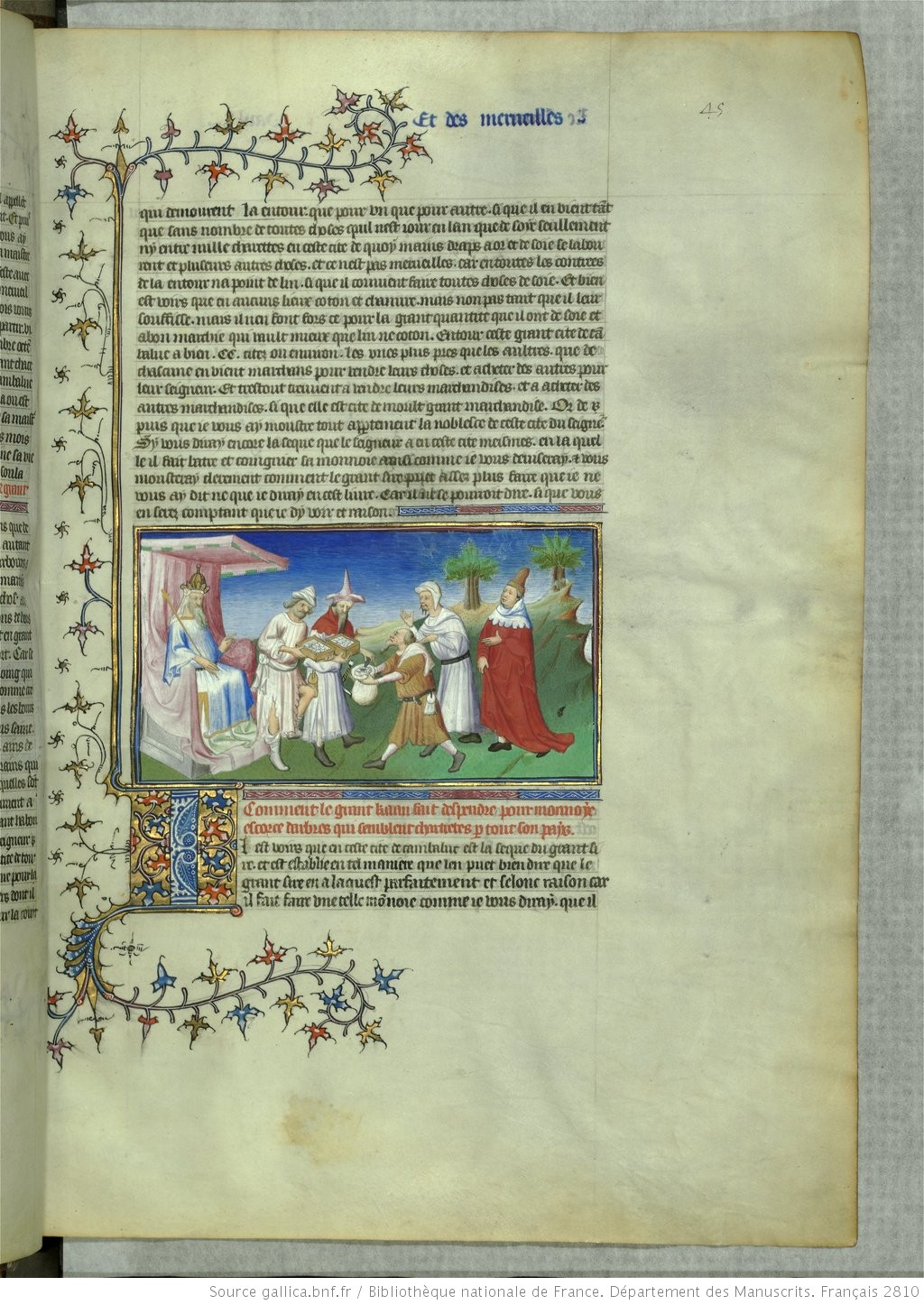
Digitalisat von Folio 45r, Der Geldwechsel des Khans, aus dem Manuskript Fr2810.

Folio 12r oder "Die Könige, die das Feuer anbeten", Teil von Marco Polos "Beschreibung der Welt", zeigt eine Szene der "Anbetung der Heiligen Drei Könige" durch die "biblischen Heiligen Drei Könige", wenn auch mit wesentlichen Unterschieden zur traditionellen Bildsprache des "Christentums". Das Bild stammt aus Polos Text, in dem Marco Polos Begegnung mit der Stadt Saba (Iran) beschrieben wird, die Polo als Begräbnisstätte der Heiligen Drei Könige bezeichnete. In der Miniatur sitzen die Heiligen Drei Könige im Gebet und richten ihre Aufmerksamkeit auf Flammen, die einem Sockel entspringen. Das Feuer stellt eine lokalisierte Version der Anbetung dar, in der die Heiligen Drei Könige persische Könige waren, die, nachdem sie Christus in verschiedenen Formen, einschließlich der des Christuskindes, bezeugt hatten, eine Kiste mit einem Stein darin erhielten. Während die drei Könige durch die Gabe verwirrt waren, ging der Stein in Flammen auf. Die Könige erkannten dann, dass der Stein ein Geschenk Gottes war, und brachten ihn der örtlichen Gemeinde in Saba, die das Feuer als göttliches Geschenk verehrte. Der Kunsthistoriker Mark Cruse weist auf die Bedeutung dieser Szene als Zeichen der Bereitschaft hin, sich auf die Überzeugungen anderer Kulturen einzulassen; die Künstler entschieden sich dafür, die lokale Geschichte direkt so darzustellen, wie sie erzählt wurde, anstatt die traditionelle europäische Erzählung neben den Text zu setzen. Dennoch mögen einige argumentieren, dass es sich bei dem Bild nur um ein traditionelles Orientalismus handelt, um Bilder exotischer Kreaturen zur Darstellung nicht-westlicher Kulturen. Darüber hinaus ist dieses Folio ein Beispiel für die Verbreitung von Ideen in der mittelalterlichen Welt, da es eine europäische Geschichte des Reisens, der Anpassung und der Rückkehr in neuer Form zeigt.

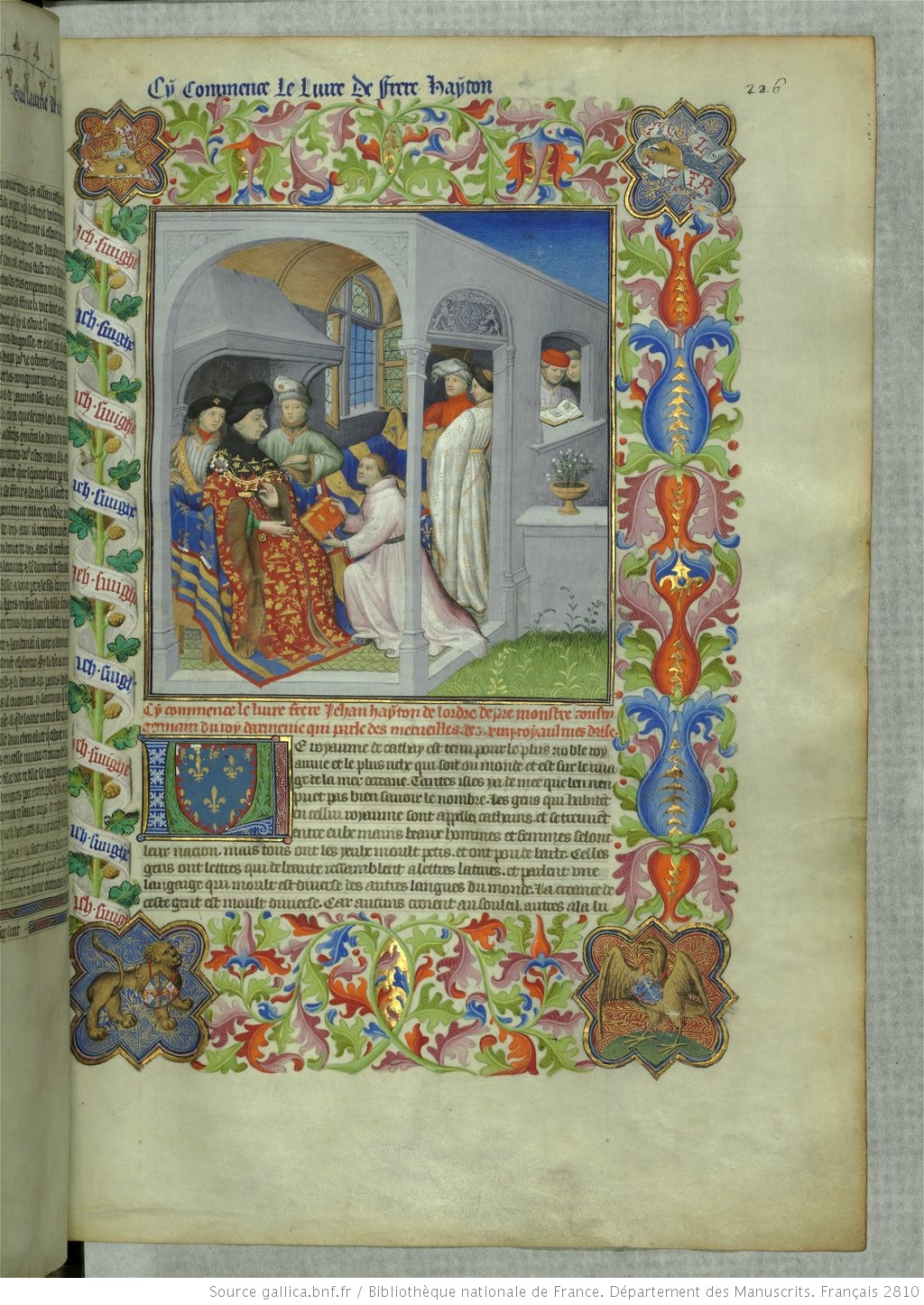
Digitalisat von Folio 226r aus dem Manuskript Fr2810.

Folio 45r oder "Der Geldwechsel des Khans" zeigt eine Szene des Handels zwischen einem sitzenden Khan und drei Männern. Der Text auf derselben Seite aus Marco Polos "Beschreibung der Welt" beschreibt die Neuartigkeit des Papiergeldes des Khans und stellt fest, dass Händler aus weit entfernten Gegenden ihre Waren im Austausch gegen diese Zettel mitbringen. Die drei Männer auf dem Bild dienen als Beispiel für dieses weit verbreitete Interesse, wobei ihre Hüte und ihre Kleidung darauf hindeuten, dass sie verschiedenen Kulturen angehören. Die Inspiration für die Kleidung dieser Figuren könnte durch den künstlerischen Kontakt zwischen Europa und Asien entstanden sein, stammt aber höchstwahrscheinlich von italienischen Kunstdarstellungen "östlicher" Figuren. In beiden Fällen dient dieses Folio als Aufzeichnung des interkontinentalen Handels.
Folio 226r zeigt den Erstbesitzer des Manuskripts, Johann Ohnefurcht. Die Illuminatoren des Manuskripts ordneten Johann dem Papst Clemens V. über und umgaben ihn mit einer Vielzahl von Symbolen. Das Wappen des Herzogs von Burgund schmückt das Tuch, auf dem er sitzt, sowie das Tympanon. Weitere Symbole des Herzogs befinden sich auf dem Bild: Das Hopfenblatt, die Wasserwaage und der Hobel befinden sich in der oberen linken und rechten Ecke des Bildes sowie an der Kette, die die Schultern des Herzogs umgibt. Zwei Tiere innerhalb des Bildes weisen auf weitere Verbindungen hin. Der Löwe, der sich in der linken unteren Ecke des Bildes befindet, stellt eine Verbindung zur historischen Region Französisch-Flandern her. Der Adler in der rechten unteren Ecke des Bildes stellt den Apostel Johannes dar, mit dem sich der Herzog oft verbunden fühlte. Visuelle Indikatoren wie diese dienen den Historikern als Aufzeichnungen über die Besitzer dieser Manuskripte und die Bilder von ihnen selbst, die sie versuchten, in die Welt zu projizieren.

## Galerie

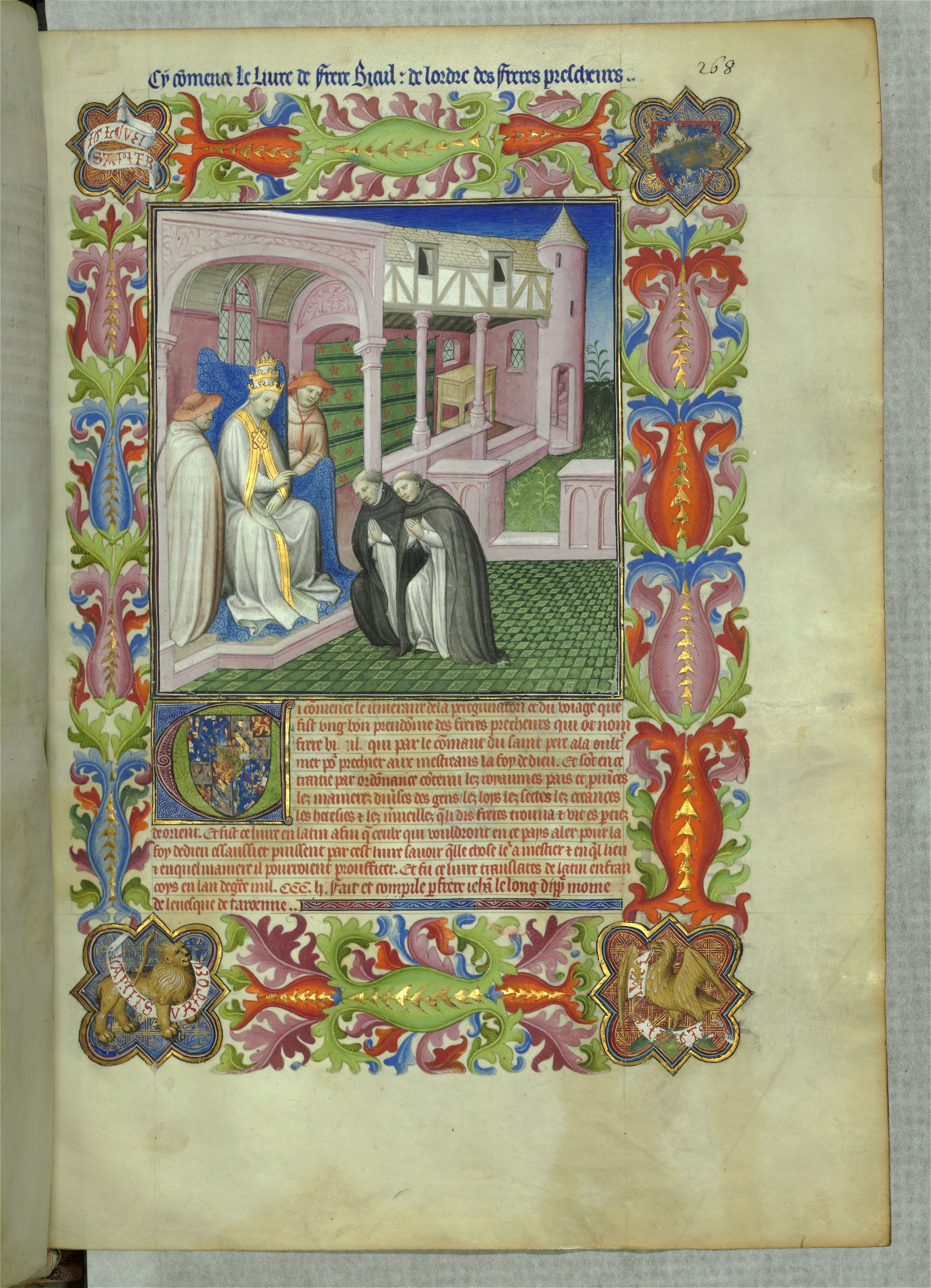
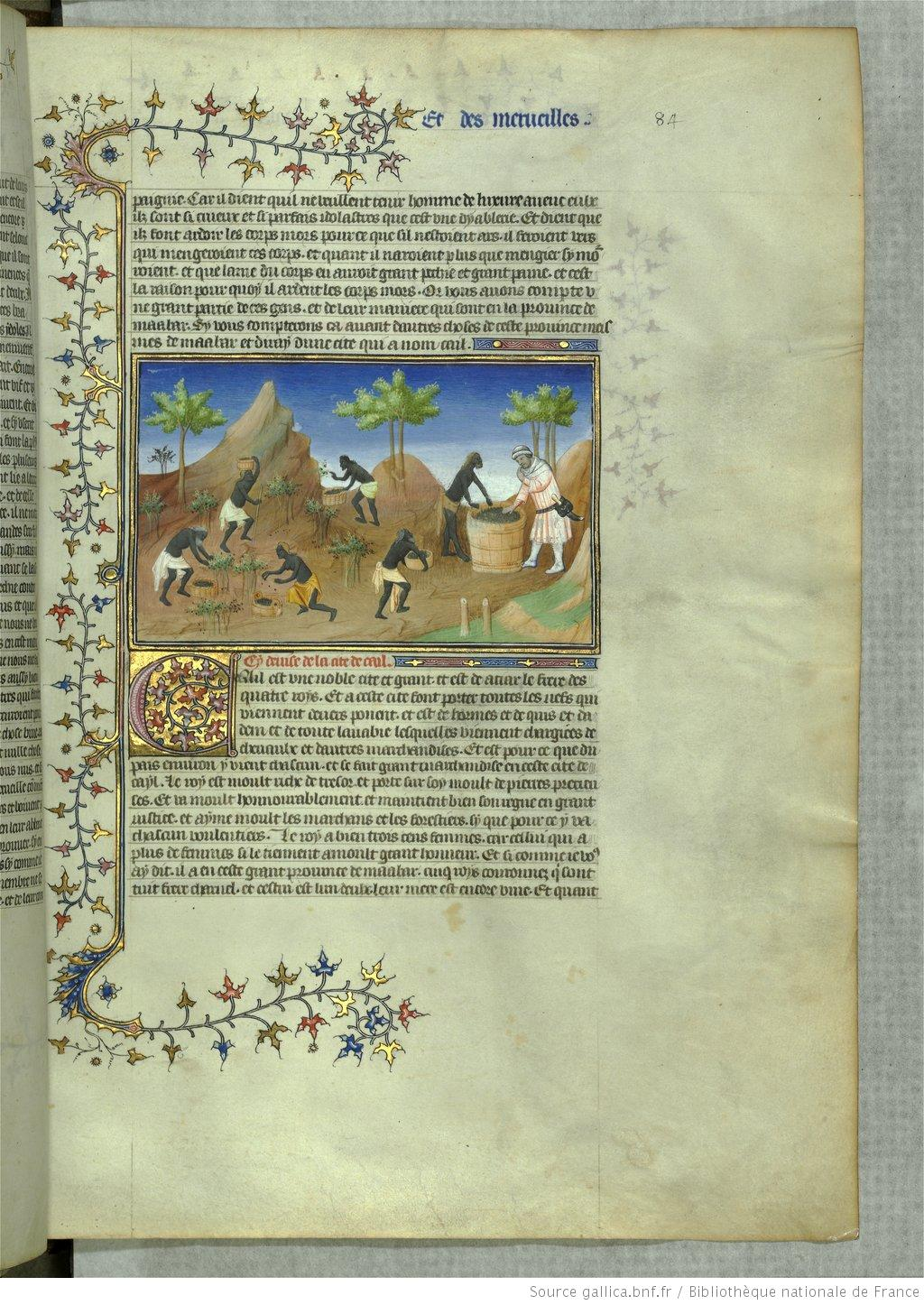
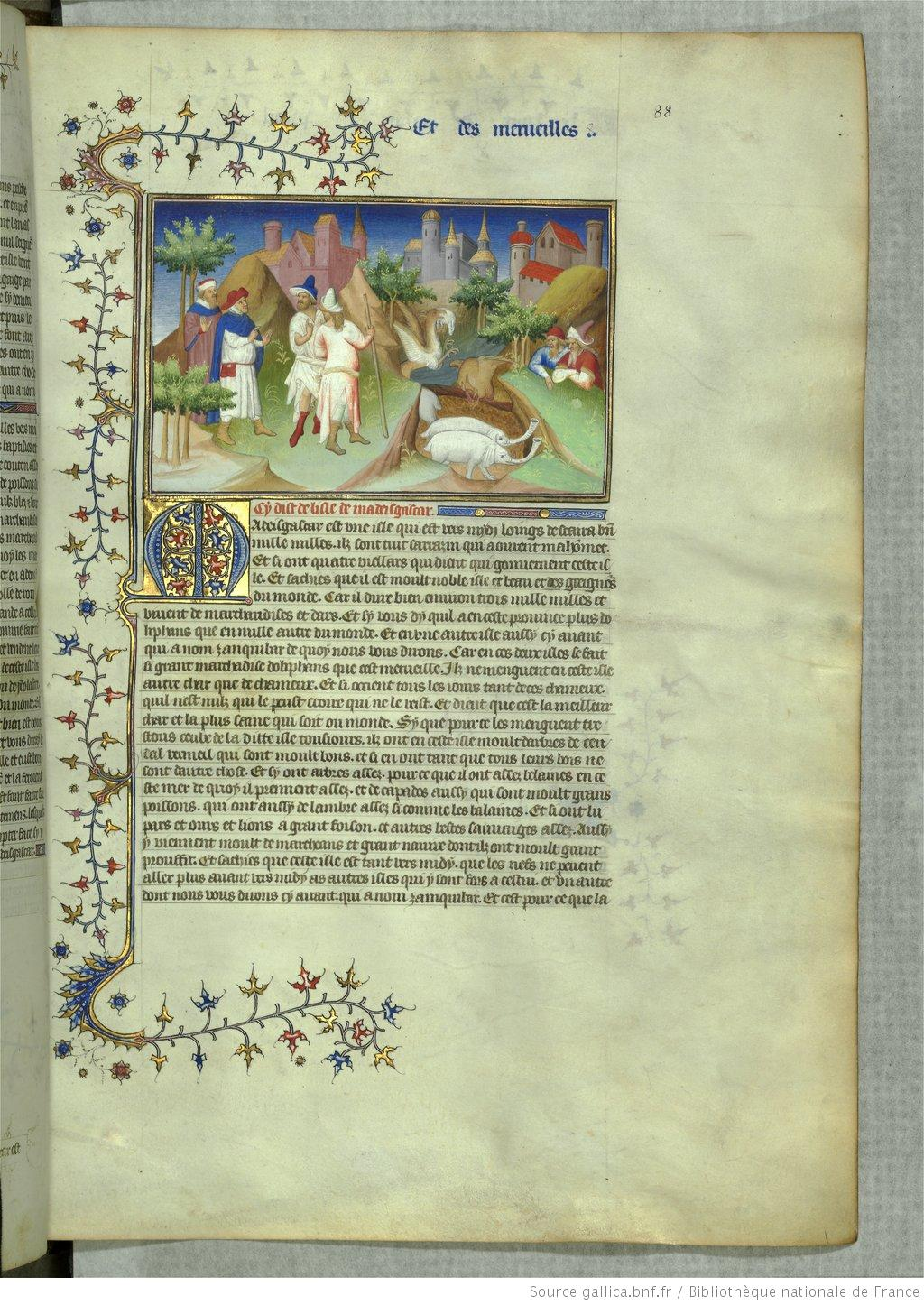
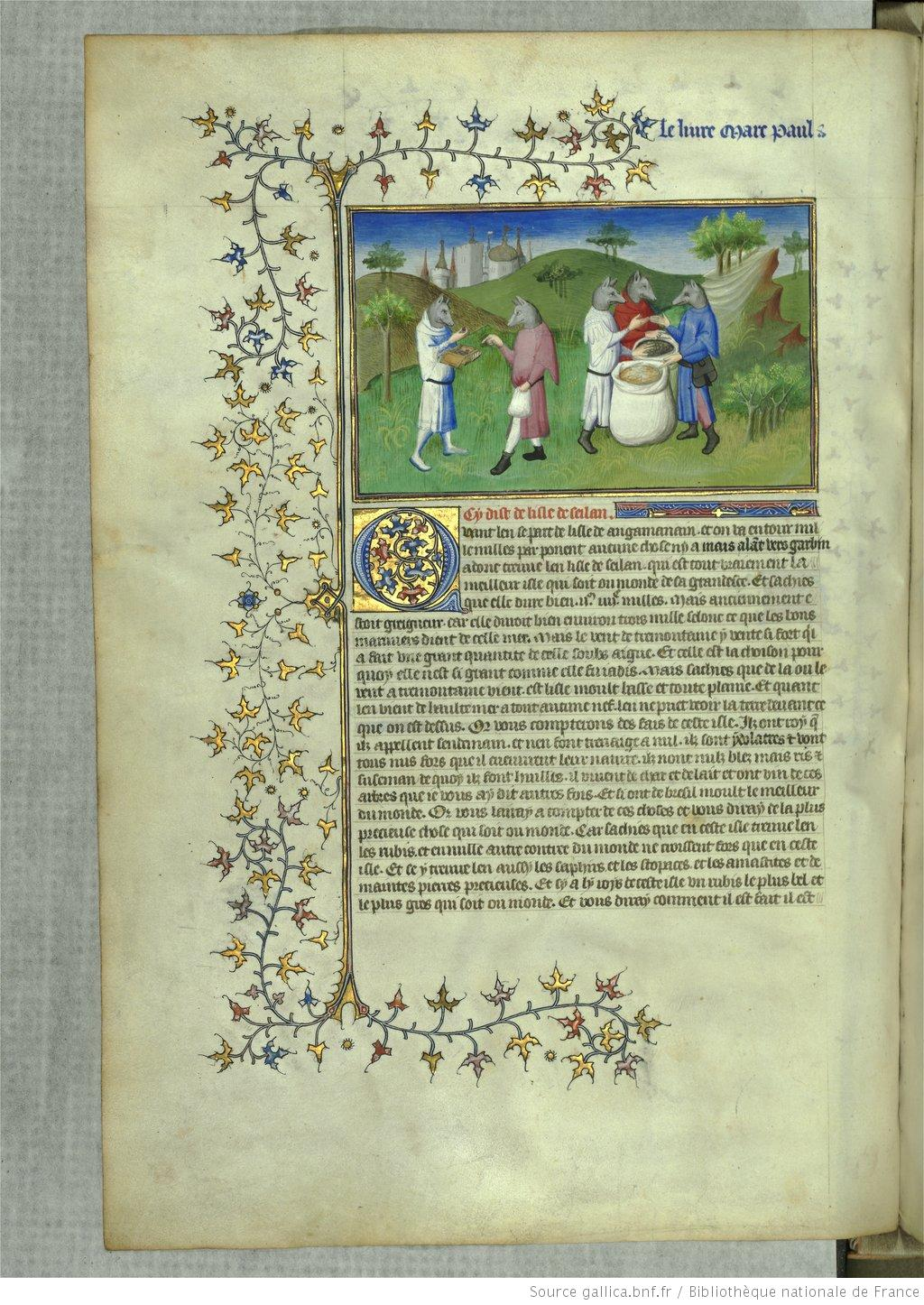
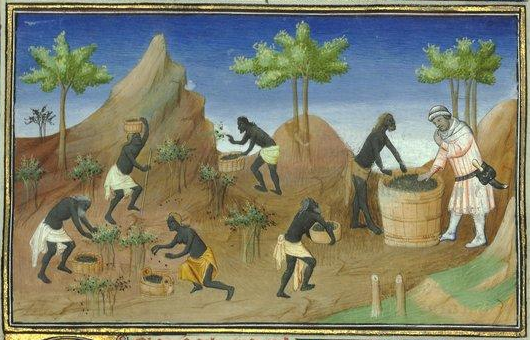
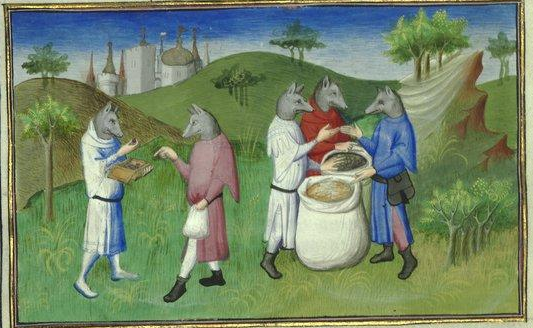
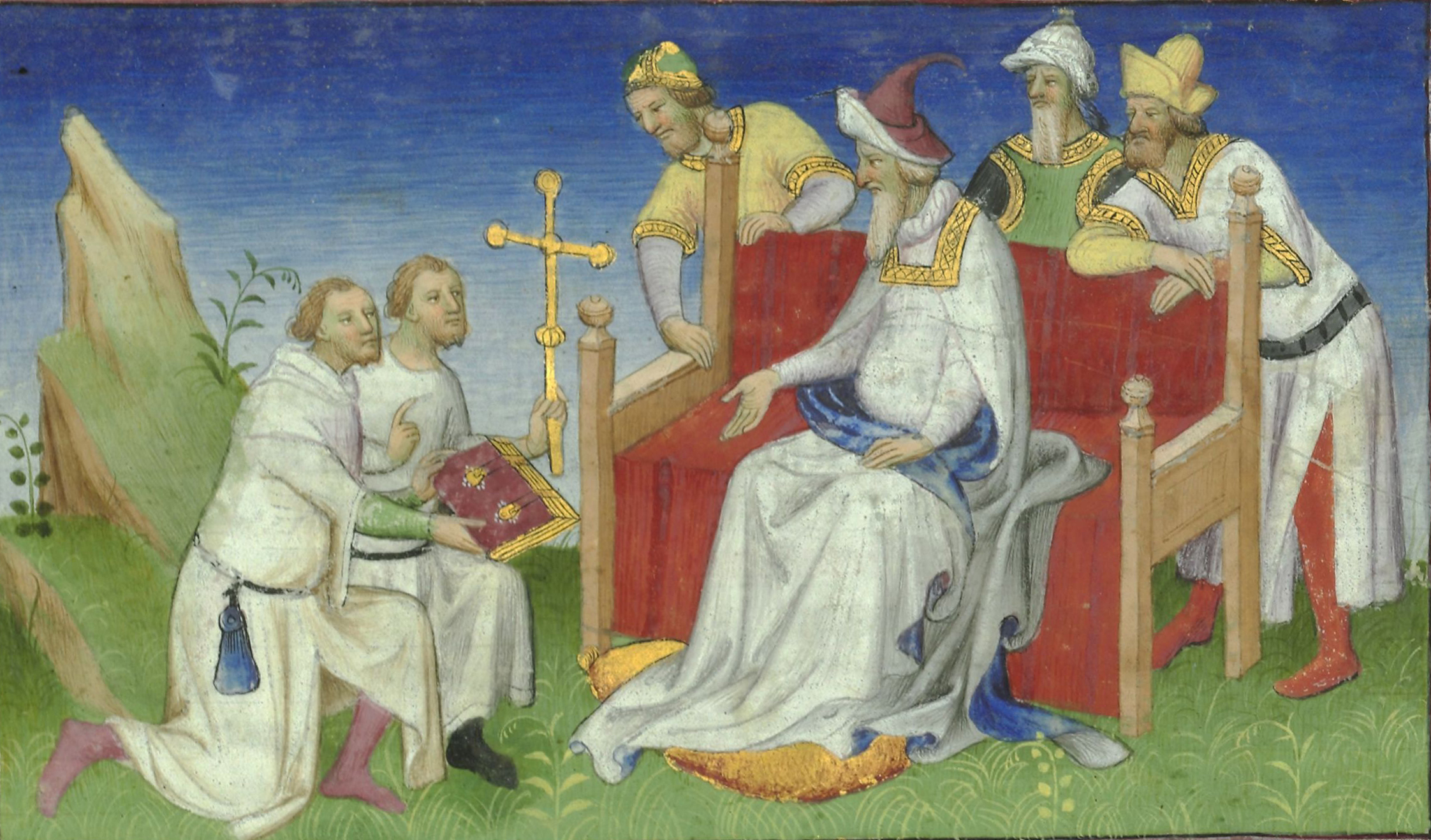